# Kirchdorf, Niederbayern
Kirchdorf är en kommun och ort i Landkreis Kelheim i Regierungsbezirk Niederbayern i förbundslandet Bayern i Tyskland.
Kommunen ingår i kommunalförbundet Siegenburg tillsammans med köpingen Siegenburg och kommunerna Biburg, Train och Wildenberg.